# 宮路ナオミ
宮路 ナオミ（みやじ ナオミ、1985年4月27日 - ）は、日本の元AV女優。

## 人物
- 趣味: 読書
- 特技: 料理

## 略歴
- 2005年12月にAVデビュー。アリスJAPAN（ジャパンホームビデオ）、マックス・エー2社専属女優。
- 2006年12月にエスワンに移籍。
- 2007年4月をもってAVを引退。

## 作品

### アダルトビデオ
- プライマリ（2005年12月30日、マックス・エー）
- 羞恥のとびら（2006年1月27日、アリスJAPAN）
- na・o・mi（2006年2月28日、マックス・エー）
- 快感レシピ（2006年3月31日、アリスJAPAN）
- eros（2006年4月28日、マックス・エー）
- 魅せられて（2006年5月26日、アリスJAPAN）
- 大人～アダルト〜デート（2006年6月23日、マックス・エー）
- 危ない密室（2006年7月21日、アリスJAPAN ）
- ようこそMax Cafeへ!（2006年8月31日、マックス・エー）
- やっぱり女子校生だ！ まっくすまっくす4時間 PART2（2006年9月22日、マックス・エー）※総集編
- 美脚アングル（2006年9月29日、アリスJAPAN）
- メガネっこ☆（2006年10月28日、マックス・エー）
- 女尻（2006年11月24日、アリスJAPAN）
- セル初×ギリギリモザイク ギリギリモザイク（2006年12月7日、エスワン）
- プレミアムBEST（2006年12月22日、マックス・エー）※総集編
- ギリギリモザイク 6つのコスチュームでパコパコ！（2007年1月19日、エスワン）
- 宮路ナオミ BEST LOVE SELECTION（2007年2月16日、アリスJAPAN）※総集編
- MAX Cafe オールスターズ！！ PART2（2007年2月16日、マックス・エー）※総集編
- ギリギリモザイク ナオミのセックスじっくり見せてあげる（2007年2月19日、エスワン）
- 美巨乳 まっくすまっくす4時間 PART2（2007年2月28日、マックス・エー）※総集編
- ダブルCA×ギリギリモザイク パコパコ航空 VIP専用機でイク！ 片瀬まこ×宮路ナオミ（2007年3月19日、エスワン）…共演:片瀬まこ
- ギリギリモザイク エロい女の絶叫FUCK（2007年4月19日、エスワン）
- 極 -きわめ- 其ノ弐（2007年4月20日、マックス・エー）※総集編
- S1ガールズコレクション S級女優4時間 夢の大共演スペシャル2（2007年5月19日、エスワン）※総集編

### 成人映画
- 19 NINETEEN 女子大生 殺人レポート（2005年10月22日、TMC）…共演:高井景子
- ある美容師に恋して ボクは誰にも負けない（2007年6月22日、TMC）…共演:上原優美

## 出演

### バラエティ
- すすきの天国 よるたまVI（2006 - 2007年、テレビ北海道）コーナーレギュラー

「北海道"うまいっしょリポート"なまらっ!!満腹女神」（※MAN-ZOKUディーバとして）
- ピィース!（テレビ西日本）
- LOVERS・CUNE（スカパー709ch）

### 映画
- 水に棲む花（2005年・後藤憲治監督・『水に棲む花』製作委員会）

## 書籍

### 写真集
- めちゃイイ「詩人の恋」06/12 宮路ナオミ